# Markus Rothhaar
Markus Rothhaar (* 19. Februar 1968 in Dudweiler) ist ein deutscher Ethiker.

## Leben
Von 1978 bis 1987 besuchte er das staatliche Gymnasium Sulzbach/Saar. Von 1987 bis 1995 studierte er Philosophie, Geschichte und Biologie an den Universitäten Saarbrücken, Heidelberg und Tübingen mit Studienschwerpunkten auf der Philosophie des Deutschen Idealismus, der Theorie der Biowissenschaften, der Ethik und politischen Philosophie. Nach dem Abschluss im November 1995 des Magisterstudiums an der Universität Tübingen in den Fächern Philosophie (HF), Mittelalterliche Geschichte (NF) und Neuzeitliche Geschichte (NF) arbeitete er von 1996 bis 1999 an der Promotion im Fach Philosophie. Von 1997 bis 2000 war er Dozent (Deutsch als Fremdsprache) an verschiedenen privaten Sprachschulen. Nach dem Abschluss der Promotion im Januar 2000 an der Universität Tübingen mit der Arbeit «Metaphysik und Negativität. Eine Studie zur Struktur der Hegelschen Dialektik nach der Wissenschaft der Logik» war er von 2000 bis 2001 wissenschaftlicher Mitarbeiter für den Bereich Bioethik  in Brüssel und Straßburg. Von 2002 bis 2005 war er Referent der SPD-Bundestagsfraktion für die Enquete-Kommissionen „Recht und Ethik der modernen Medizin“ bzw. „Ethik und Recht der modernen Medizin“. Parallel dazu war er wissenschaftlicher Mitarbeiter (Teilzeit) bei René Röspel. Im Sommer 2004 nahm er am Mitarbeiteraustausch zwischen Bundestag/Bundesrat und dem Kongress der Vereinigten Staaten von Amerika teil. 2006/2007 war er Lehrbeauftragter an der Charité (Medizinethik) und an der Universität Potsdam (Philosophie, LER).
Von März bis September 2007 war er Mitarbeiter/Projektmanager bei der Deutschen Hospiz Stiftung (Politische Beziehungen  und Grundsatzfragen). Von November 2007 bis August 2010 war er wissenschaftlicher Mitarbeiter der Professur für Ethik in der Medizin am Institut für Geschichte und Ethik der Medizin der Friedrich-Alexander-Universität Erlangen-Nürnberg. Von Oktober 2009 bis September 2010 war er Fellow am Zentrum für interdisziplinäre Forschung, Bielefeld als Mitglied der Forschungsgruppe „Herausforderungen für Menschenbild und Menschenwürde durch neue Entwicklungen der Medizintechnik“. Von September 2010 bis Mai 2013 war er wissenschaftlicher Mitarbeiter am Lehrstuhl Thomas Sören Hoffmann, Lehrgebiet Philosophie II (Praktische Philosophie) der Fernuniversität in Hagen. Von April 2011 bis April 2014 war er Mitglied der Interdisziplinären Arbeitsgruppe „Gesundheitsfürsorge zwischen Markt und Staat“ der Forschungsstätte der Evangelischen Studiengemeinschaft (FEST). Von Mai 2013 bis Februar 2014 vertrat er die Stiftungsprofessur für Bioethik an der KU Eichstätt-Ingolstadt. Nach der Verleihung der venia legendi im September 2013 für Philosophie durch die Fernuniversität in Hagen nahm er im Dezember 2013 den Ruf auf die Stiftungsprofessur für Bioethik der KU Eichstätt-Ingolstadt an, die zum 31. Mai 2019 auslief. 2020 wurde er Gastprofessor für Ethik und politische Philosophie an der Bundesuniversität Ceará in Brasilien. Seit 2021 ist er zudem Honorarprofessor an der Philosophisch-Theologischen Hochschule Benedikt XVI. in Heiligenkreuz.
Seine Arbeitsschwerpunkte liegen im Bereich der Angewandten Ethik (unter anderem Bioethik und Ethik der Digitalisierung), der theoretischen Ethik, der Rechtsphilosophie und der politischen Philosophie.

## Schriften (Auswahl)
- mit Andreas Frewer (Hrsg.): Das Gesunde, das Kranke und die Medizinethik. Moralische Implikationen des Krankheitsbegriffs. Steiner, Stuttgart 2012, ISBN 3-515-09938-7.
- Die Menschenwürde als Prinzip des Rechts. Mohr Siebeck, Tübingen 2015, ISBN 3-16-153558-8.
- Die Negativität im Absoluten. Zur Struktur von Hegels dialektischer Logik. Text & Dialog, Dresden 2016, ISBN 3-943897-27-3.
- Roland Kipke, Martin Hähnel (Hrsg.): Der manipulierbare Embryo. Potentialitäts- und Speziesargumente auf dem Prüfstand. Mentis, Münster 2018, ISBN 3-95743-111-5.